# Hochalmkreuz
Hochalmkreuz är en bergstopp i Österrike.   Den ligger i distriktet Innsbruck-Land och förbundslandet Tyrolen, i den västra delen av landet, 400 km väster om huvudstaden Wien. Toppen på Hochalmkreuz är 2 192 meter över havet.
Terrängen runt Hochalmkreuz är huvudsakligen bergig. Runt Hochalmkreuz är det ganska tätbefolkat, med 166 invånare per kvadratkilometer.. Närmaste större samhälle är Innsbruck, 18,1 km söder om Hochalmkreuz. 
Trakten runt Hochalmkreuz består i huvudsak av gräsmarker.